# Félines-Termenès
Félines-Termenès è un comune francese di 128 abitanti situato nel dipartimento dell'Aude nella regione dell'Occitania.

## Società

### Evoluzione demografica
Abitanti censiti